# 충밍섬

중국 본토에서 두 번째로 큰 섬 충밍섬

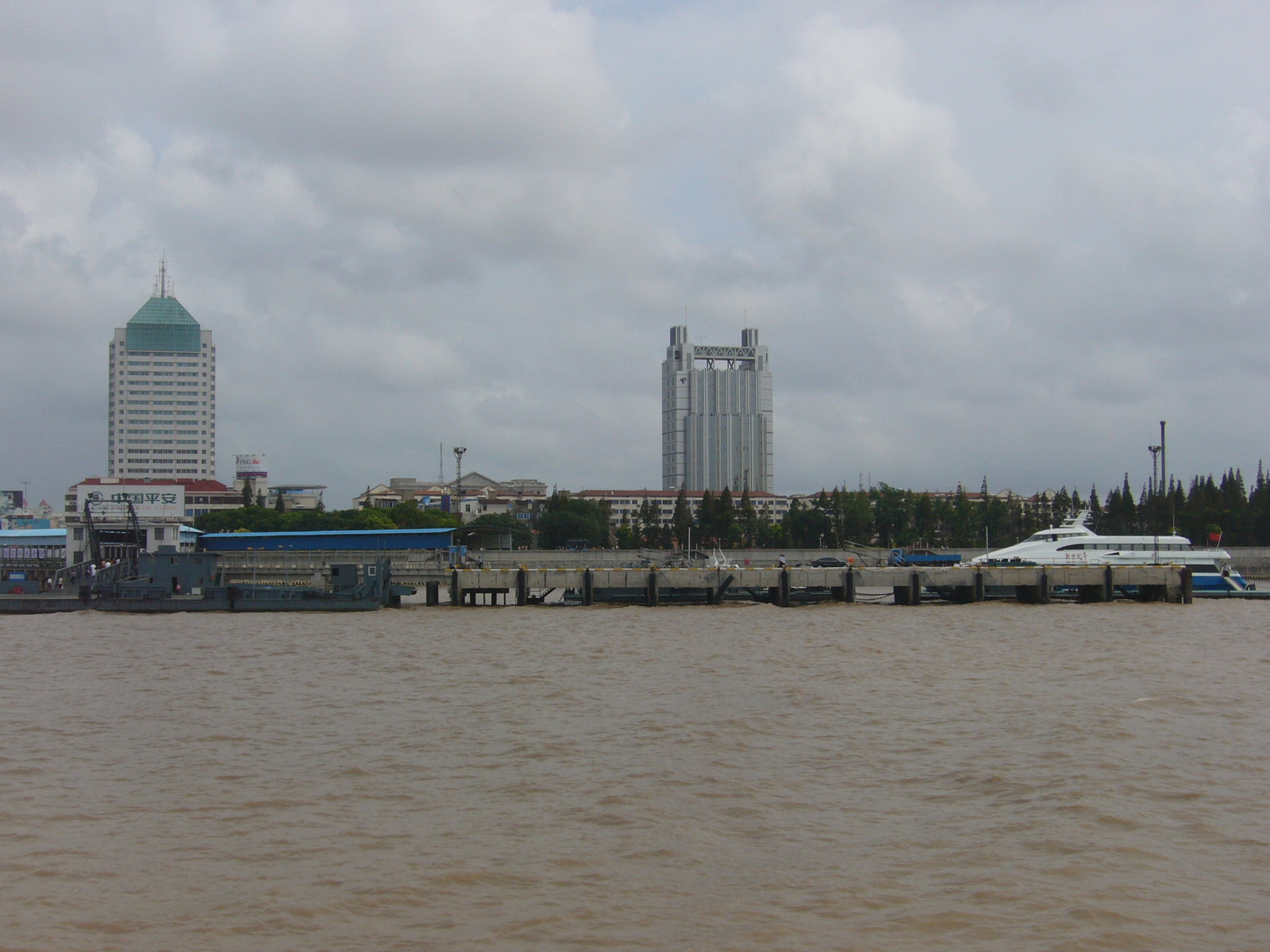
남문항

충밍섬(중국어 정체자: 崇明島, 간체자: 崇明岛, 병음: Chóngmíng Dǎo)은 중화인민공화국 상하이시 충밍구와 장쑤성 일부에 걸쳐 있는 장강 하구에 있는 섬이다. 동경 121°09´30〃지 121°54´00〃, 북위 31°27´00〃에서 31°51´15〃까지 위치한다. 북 아열대성 기후는 온화하고 습윤하여, 연평균 기온은 15.2°C이다. 일조량이 많고 강수량이 많으며, 사계가 있다.

## 지리
충밍섬의 면적은 약 1225km2로, 동서로 약 80km, 남북으로 약 15km이며, 크기는 일본의 오키나와섬과 같다. 중화인민공화국이 주장하는 타이완섬과 하이난섬 다음으로 세번 째 큰 섬이다. 또한 세계 제일의 충적섬으로 장강문호(長江門戸), 동해영주(東海瀛洲)라고도 칭해진다. 섬의 동쪽으로 동중국해에 접하고, 남쪽으로는 장강 사이에 위치하며 상하이시 푸둥 신구(浦東新区), 바오산구(宝山区), 서쪽, 북쪽으로는 장강, 장쑤성의 하이먼시(海門)이 있다. 섬은 전체적으로 평평하고 산이나 언덕도 없으며, 약 90%가 해발 3m~4m 사이로, 서부가 동부보다는 조금 높다. 남쪽에 있는 장흥섬, 횡사도와 함께 충밍구을 구성하고 있다. 섬의 일부 지역은 장쑤성 치둥시 치룽향과 하이먼시 하이룽향에 속한다.

## 역사
충밍섬은 서기 618년 당나라 무덕 원년에 해면으로부터 모습을 나타내기 시작하여 장강으로부터 흘러나온 토사가 쌓여 지금의 충밍섬이 생성되었다. 원나라 때에는 죄수의 유배지로 사용되기도 하였다.

## 환경
충밍섬의 날씨, 물, 토지는 아주 좋은 편으로, 북아열대성 기후로 인해 온화습윤하며, 사계가 있다. 일조량이 충분하고, 강수량이 풍부하여 많은 종류의 생물이 생식하고 있다. 때문에 많은 야생조류가 생식하여 섬의 동부에 있는 충밍둥탄습지(崇明東灘湿地)는 조류자연보호구와 중국 국가지질공원으로도 지정되어 있다. 2002년 1월에는 국제습지조약의 등록지가 되었다.

## 특산물
충밍섬에는 희귀한 특산물이 많이 있다. 민물게, 면장어, 봉미어, 도어, 첨호속(甜芦粟), 포과, 만어, 대하, 흰 산양, 금과(金瓜), 호순(芦笋), 식용 버섯, 충밍백채 등이 있다.

## 같이 보기
- 충밍구